# ISO 3166-2:SJ
Pour un article plus général, voir ISO 3166-2.
 (janvier 2025).
Si vous disposez d'ouvrages ou d'articles de référence ou si vous connaissez des sites web de qualité traitant du thème abordé ici, merci de compléter l'article en donnant les références utiles à sa vérifiabilité et en les liant à la section « Notes et références ».

Localisation de Svalbard et Jan Mayen.

Édictée par l’Organisation internationale de normalisation, l'ISO 3166-2:SJ est l’ISO 3166-2 pour Svalbard et Jan Mayen, deux territoires norvégiens situés dans l’océan Arctique. 
Une subdivision supplémentaire pour Svalbard et l'île Jan Mayen a lieu sous l'entrée de la Norvège, ISO 3166-2:NO :
- NO-21 Svalbard
- NO-22 Jan Mayen